# Kościół Narodzenia Najświętszej Maryi Panny w Szczercowie
Kościół Narodzenia Najświętszej Maryi Panny – rzymskokatolicki kościół parafialny należący do dekanatu szczercowskiego archidiecezji łódzkiej.
Jest to świątynia wybudowana w latach 1870–1872 w stylu neoromańskim według projektu nieznanego architekta. W 1939 roku została zniszczona przez działania wojenne. W latach 1945–1953 kościół został odbudowany. Budynek konsekrował w dniu 4 listopada 1972 roku biskup pomocniczy łódzki Bohdan Bejze.
Do wyposażenia kościoła należą ołtarz główny z drewna odbudowany w latach 1950–1959, ozdobiony kolumnami i figurami apostołów Piotra i Pawła. W ołtarzu głównym znajduje się ogniotrwałe tabernakulum, powyżej jest umieszczony obraz Matki Bożej Częstochowskiej, a na zasuwie jest zamontowany obraz św. Józefa. W kaplicy bocznej znajduje się ołtarz z obrazem św. Teresy, natomiast w kaplicy św. Anny znajduje się ołtarz z obrazem patronki. Świątynia posiada dwa dzwony – Józef o masie 663 kilogramów i Matki Bożej Częstochowskiej o masie 426 kilogramów, organy o 10 głosach, gipsową Drogę Krzyżową. W Kościele jest zainstalowane ogrzewanie.

## Galeria

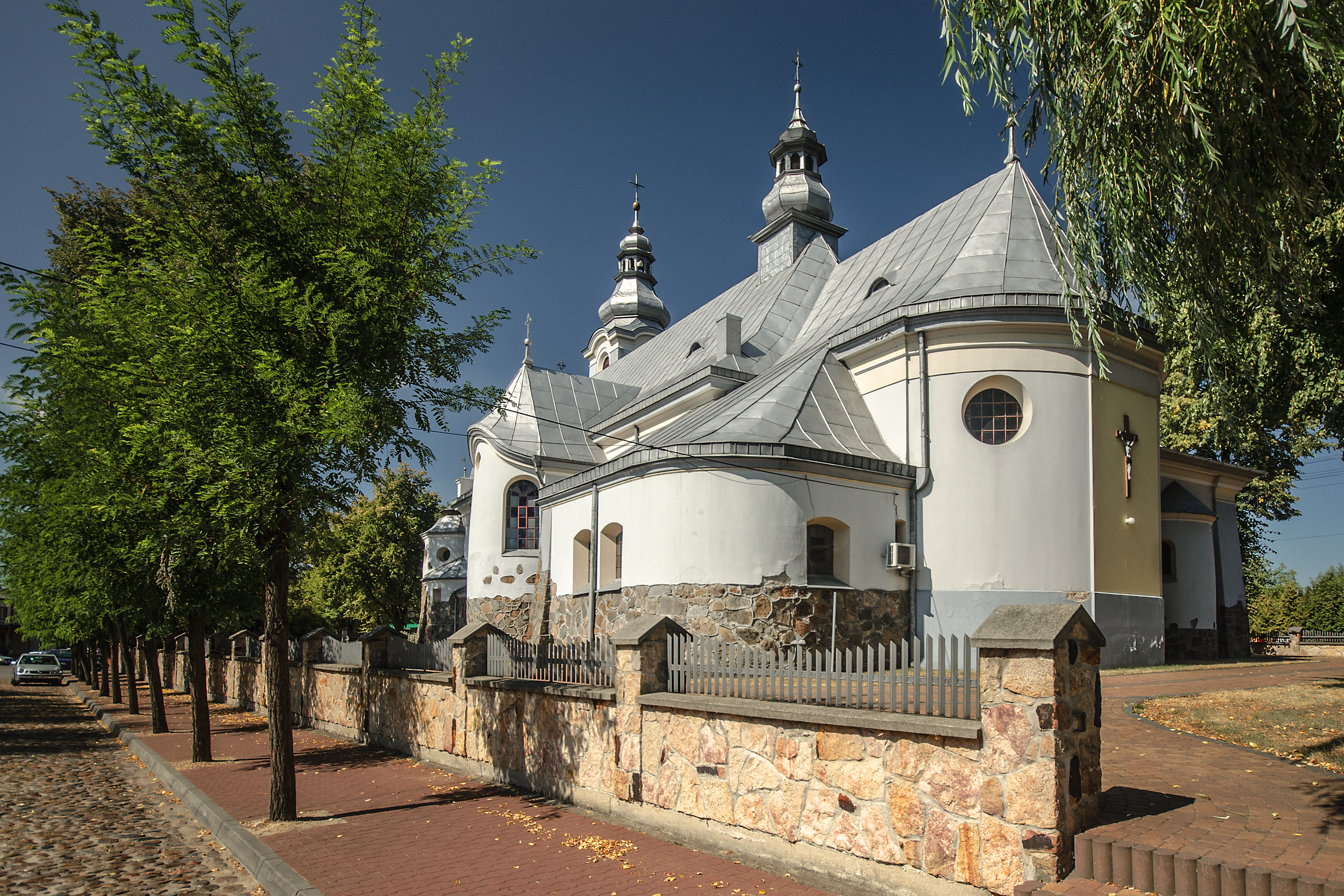
kościół od strony prezbiterium
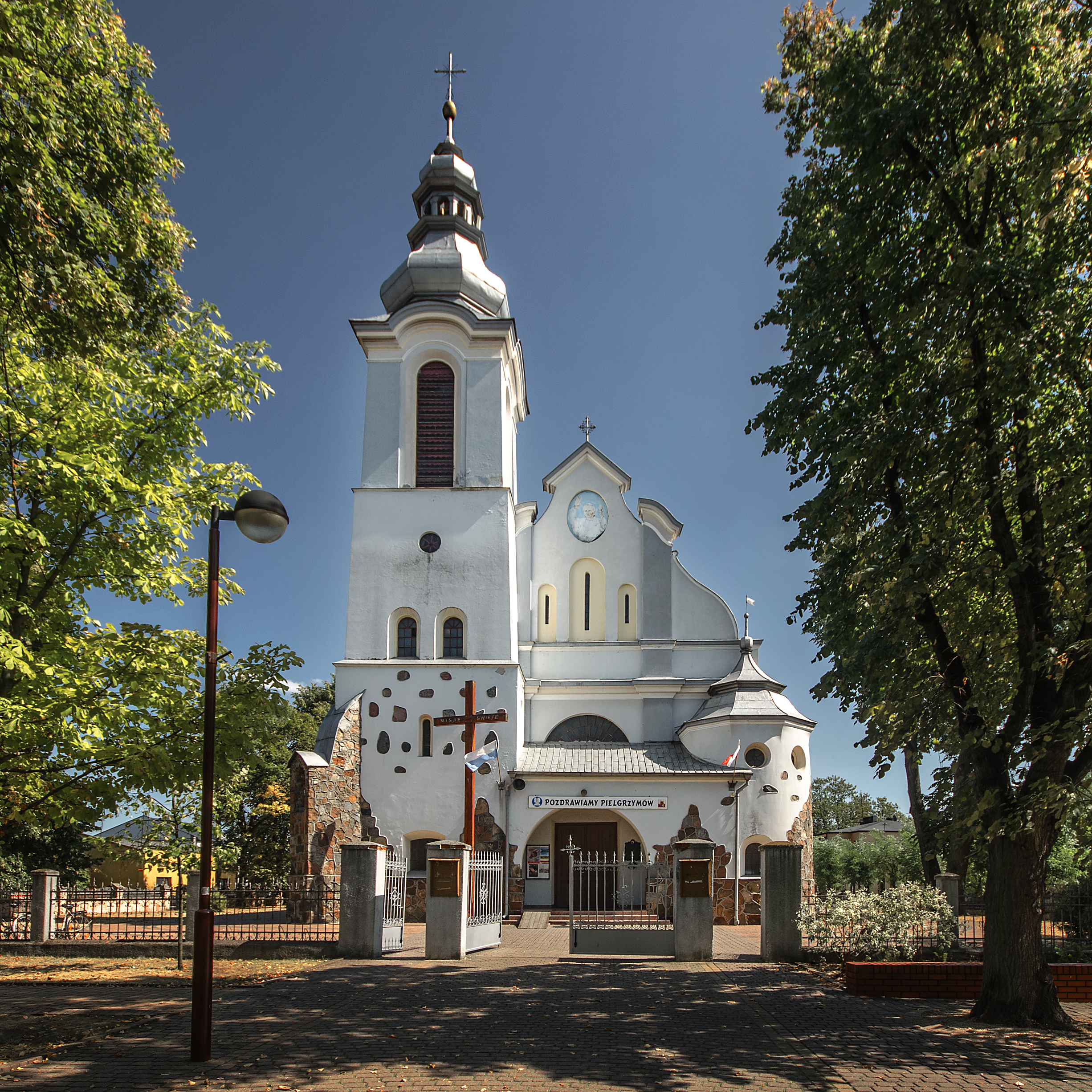
fasada kościoła